# Peter Reid
Peter Reid (født 20. juni 1956 i Nottingham, England) er en tidligere engelsk fodboldspiller og nuværende træner, der spillede som midtbanespiller, og som (pr. august 2010) er manager for Plymouth Argyle.

## Aktiver karriere

### Klubkarriere
Reid var på klubplan primært tilknyttet Bolton, Everton og Manchester City. Længst tid tilbragte han hos Bolton med ti år, men det var hos Everton at han oplevede størst succes, og blandt andet var med til at vinde to engelske mesterskaber og Pokalvindernes Europa Cup. I 1985 blev han desuden tildelt prisen som PFA Player of the Year.
Reid var udover de ovennævnte klubber desuden i kortere perioder tilknyttet Queens Park Rangers, Southampton, Notts County og Bury.

### Landshold
Reid spillede mellem 1985 og 1988 13 kampe for Englands landshold. Han deltog ved VM i 1986 i Mexico, hvor englænderne nåede kvartfinalerne, samt ved EM i 1988.

## Trænerkarriere
Reid har både under og efter sit karrierestop som aktiv haft stor succes som manager, for forskellige klubber og landshold. Som spillende manager var han i tre år ansvarshavende hos Manchester City. I syv sæsoner stod han efterfølgende i spidsen for Sunderland, som han to gange førte til en førsteplads i den næstbedste række, og dermed til oprykning til Premier League.
Derudover har Reid også stået i spidsen for blandt andet Leeds United, Coventry City og Englands U/21-landshold. Han var senest manager i et år (2010-2011) for Plymouth Argyle.

## Titler
First Division
- 1985 og 1987 med Everton F.C.

FA Cup
- 1984 med Everton F.C.

Charity Shield
- 1984, 1985, 1986 og 1987 med Everton F.C.

Pokalvindernes Europa Cup
- 1985 med Everton F.C.